# Boyeux-Saint-Jérôme
Boyeux-Saint-Jérôme là một xã ở tỉnh Ain, vùng Auvergne-Rhône-Alpes thuộc miền đông nước Pháp.